# SFRJ na Pjesmi Eurovizije
SFR Jugoslavija je sudjelovala na Eurosongu 26 puta. Debitirala je 1961. i natjecala se svake godine do 1991., osim 1977., 1978., 1979., 1980. i 1985. Bila je jedina socijalistička država koja je sudjelovala na natjecanju.[nedostaje izvor] Godine 1979. kada se natjecanje održalo u glavnom gradu Izraela, Jeruzalemu, beogradski je režim zbog protivljaenja židovskoj državnosti i suradnje s PLO-om bojkotirao natjecanje.[nedostaje izvor]
Jugoslaviju su tijekom godina predstavljali izvođači iz 5 od 8 republika i autonomnih pokrajina koje su je činile. Bili su iz Bosne i Hercegovine, Hrvatske, Crne Gore, Slovenije i Srbije. Jedino Makedonija nije imala predstavnika, kao ni predstavnici Kosova, niti Vojvodine. Izvođači iz Hrvatske bili su najuspješniji jer su pobijedili na 13 od 26 lokalnih jugoslavenskih natjecanja.[nedostaje izvor]
Jugoslavija je pobijedila na Pjesmi Eurovizije 1989. Prema pravilima natjecanja, Eurosong se 1990. održao u glavnome gradu Hrvatske — Zagrebu.

## Popis predstavnika
| godina | predstavnik                                                | naslov pjesme                     | plasman |
| ------ | ---------------------------------------------------------- | --------------------------------- | --- |
| 1961.  | Ljiljana Petrović                                          | Neke davne zvezde                 | 8. mjesto |
| 1962.  | Lola Novaković                                             | Ne pali svetla u sumrak           | 4. mjesto |
| 1963.  | Vice Vukov                                                 | Brodovi                           | 11. mjesto |
| 1964.  | Sabahudin Kurt                                             | Život je sklopio krug             | 13. mjesto |
| 1965.  | Vice Vukov                                                 | Čežnja                            | 12. mjesto |
| 1966.  | Berta Ambrož                                               | Brez besed                        | 7. mjesto |
| 1967.  | Lado Leskovar                                              | Vse rože sveta                    | 8. mjesto |
| 1968.  | Luciano Capurso & Hamo Hajdarhodžić (Dubrovački trubaduri) | Jedan dan                         | 7. mjesto |
| 1969.  | Ivan & 3M                                                  | Pozdrav svijetu                   | 13. mjesto |
| 1970.  | Eva Sršen                                                  | Pridi, dala ti bom cvet           | 11. mjesto |
| 1971.  | Kićo Slabinac                                              | Tvoj dječak je tužan              | 14. mjesto |
| 1972.  | Tereza Kesovija                                            | Muzika i ti                       | 9. mjesto |
| 1973.  | Zdravko Čolić                                              | Gori vatra                        | 15. mjesto |
| 1974.  | Korni grupa                                                | Moja generacija                   | 12. mjesto |
| 1975.  | Pepel in kri                                               | Dan ljubezni                      | 13. mjesto |
| 1976.  | Ambasadori                                                 | Ne mogu skriti svoju bol          | 17. mjesto |
| 1981.  | Seid Memić – Vajta                                         | Lejla                             | 15. mjesto |
| 1982.  | Aska                                                       | Halo Halo                         | 14. mjesto |
| 1983.  | Danijel Popović                                            | Džuli                             | 4. mjesto |
| 1984.  | Vlado Kalember & Izolda Barudžija                          | Ljubavna priča No.1 / Ciao, Amore | 18. mjesto |
| 1985.  | Zorica Kondža                                              | Pokora                            | Odustajanje zbog obilježavanja smrti Josipa Broza Tita.[nedostaje izvor] Na natjecanju nisu sudjelovali predstavnici TV Beograd i TV Priština.[nedostaje izvor] |
| 1986.  | Doris Dragović                                             | Željo moja                        | 11. mjesto |
| 1987.  | Novi fosili                                                | Ja sam za ples                    | 4. mjesto |
| 1988.  | Srebrna krila                                              | Mangup                            | 6. mjesto |
| 1989.  | Riva                                                       | Rock Me                           | 1. mjesto |
| 1990.  | Tajči                                                      | Hajde da ludujemo                 | 7. mjesto |
| 1991.  | Baby Doll                                                  | Brazil                            | 21. mjesto |

## 1961.
Prvo sudjelovanje druge Jugoslavije na Eurosongu dogodilo se 1961. godine. Nastupila je pjevačica iz Novog Sada, Ljiljana Petrović. U vrijeme prvog nacionalnog izbora Ljiljana se nalazila u Ljubljani (Slovenija), gdje je snimala svoj singl za izdavačku kuću Jugoton (danas Croatia Records). Tekst je napisao je Miroslav Antić. Osvojila je 8. mjesto s dobivenih 9 bodova.

## 1962.
Sljedeće godine predstavnik Jugoslavije bila je Lola Novaković, pjevačica iz Beograda, koja je s pjesmom "Ne pali svetla u sumrak" osvojila 4. mjesto (deset bodova). Pjesmu je na tekst Dragutina Britvića skladao Jože Privšek.

## 1973.
Jedanaest godina kasnije, 1973., Jugoslaviju u Luksemburgu predstavlja Zdravko Čolić s pjesmom Kemala Montena "Gori vatra". nije uspio zapaliti Osvojio je pretposljednje, 15. mjesto, sa 65 bodova.

## 1974.
Dvanaesto mjesto na 1974. osvojila je "Korni grupa" s pjesmom "Moja generacija 1942." To je bila pobjednička pjesma opatijskog festivala koji je istovremeno bio i nacionalni izbor za jugoslavenskoga predstavnika na Pjesmi Eurovizije.

## 1976.
Pjesmu "Ne mogu skriti svoju bol" kojom je sastav "Ambasadori" iz Bosne i Hercegovine predstavljala Jugoslaviju na Pjesmi Eurovizije 1976. skladao je Slobodan Vujović na tekst Slobodana Durašovića. Osvojila je pretposljednje, 17. mjesto, s deset osvojenih bodova. Loš plasman grupe Ambasadori bio je razlog stanke od pet godina u jugoslavenskim sudjelovanjima na Eurosongu.

## 1982.
Beogradski sastav "Aska" pobijedio je 1982. u Ljubljani gdje se održavao nacionalni izbor za Pjesmu Eurovizije. Na tekst Mire Zeca, pjesmu je uglazbio Aleksandar "Sanja" Ilić. Grupu "Aska" činili su Izolda Barudžija, Snežana Mišković i Snežana Stamenković.
Pjesma "Halo, halo" osvojila je 14. mjesto, a bila je prva jugoslavenska kompozicija koja je od nekog žirija dobila maksimalnih 12 bodova, u ovome slučaju švedskog.

## 1983.
Crnogorac Danijel Popović kao predstavnik TV Zagreba (danas HRT-a) pobijedio je na domaćemu izboru i predstavljao je Jugoslaviju 1983. Na tekst Marija Mihaljevića, glazbu za pjesmu "Julie" (Džuli) skladao je sam Danijel. U München je ispraćen oštrim kritikama da mu je pjesma plagijat popularnog Shakina Stevensa.[nedostaje izvor]
Popović je osvojio 4. mjesto i 125 bodova i ponovio dotadašnji najveći uspjeh koji je postigla Lola Novaković dvadeset i jednu godinu ranije. Pet žirija je jugoslavenskomu predstavniku dodijelilo maksimalni broj bodova.

## 1984.
Sljedeće godine, TV Titograd pobjeđuje na nacionalnom izboru s pjesmom "Ljubavna priča broj 1" koju su u Skoplju izveli Izolda Barudžija i Vlado Kalember. Na Eurosongu 1984. pjesma crnogorskog autorskog tendema Slobodana Bučevca i Milana Perića izvedena je pod naslovom "Ćao amore", i završila pretposljednja (16 bodova). Zbog slobodnijih scena snimanih na crnogorskom primorju, spot je cenzuriran i zabranjen za prikazivanje na nacionalnoj turskoj televiziji.[nedostaje izvor]

## 1985.
Izabrana je bila Zorica Kondža s baladom "Pokora", no Jugoslavija je odustala zbog obilježavanje pete godišnjice smrti Josipa Broza Tita.[nedostaje izvor]

## 1991.
Zadnja predstavnica Jugoslavije na Euroviziji bila je Dragana Šarić ili Bebi Dol (engl. Baby Doll) sa skladbom "Brazil". Ovu su pjesmu skladali Slobodan Marković i Zoran Vračević, a tekst je napisala sama Dragana Šarić.
Nacionalni izbor Jugovizije te se godine održavao u Sarajevu i to 9. ožujka koji će ostati upamćen kao nadnevak prvih oporbenih prosvjeda protiv vladavine Slobodana Miloševića, na pokliče ništa manje prema Hrvatskoj ratoborna Vuka Draškovića.[nedostaje izvor] Dok su tenkovi na ulicama glavnog grada razbijali prosvjede, Bebi Dol u četvrtom pokušaju pobijedila je na Jugoviziji.[nedostaje izvor] Predstavnici Slovenije i Hrvatske optuživali su da je pobjeda Bebi Dol posljedica neprincipijelnog glasovanja triju srpskih žirija (TV Beograd, TV Priština i TV Novi Sad).[nedostaje izvor]
Predstavnici HTV-a na Jugoviziji u Sarajevu bili su Ivana Banfić sa skladbom Daj povedi me koja je aranžmanom odnosno žanrovski bila producirana u plesnoj glazbi acid-housea karakterističnoj za to doba, zatim Tedi Spalato sa skladbom Gospode moj, te Danijel Popović sa skladbom Ma daj obuci levisice, koji je završio kao drugoplasirani, sa samo 2 boda manje od prvog mjesta.
Negativne okolnosti pratile su sudjelovanje Bebi Dol na Pjesmi Eurovizije u Rimu. Nekoliko dana prije održavanja festivala počeli su prvi oružani sukobi u Hrvatskoj. Bebi Dol je prema ždrijebu nastupala prva. Jedino je žiri Malte jugoslavenskoj skladbi dodijelio jedan bod što je bilo dovoljno za pretposljednje mjesto.